# 7161 Golitsyn
A 7161 Golitsyn (ideiglenes jelöléssel 1982 UY10) a Naprendszer kisbolygóövében található aszteroida. Ljudmila Vasziljevna Zsuravljova fedezte fel 1982. október 25-én.